# Acestrorhynchus
Acestrorhynchus («голчаста щелепа») — рід харациноподібних риб, ендемічний для прісноводних водойм Південної Америки, єдиний рід родини Acestrorhynchidae. Найбільше різноманіття спостерігається в басейнах Оріноко та Амазонки.
Ці риби мають подовжене, схоже на щуку, тіло і великі конічні зуби, пристосовані для полювання на інших риб. В акваріумістиці їх іноді називають прісноводними барракудами, хоча ця назва також використовується для інших харацинових. Довжина варіюється від 35 до 400 мм.

## Види
Наразі виділяють 14 валідних видів:
- Acestrorhynchus abbreviatus (Cope, 1878)
- Acestrorhynchus altus Menezes, 1969
- Acestrorhynchus britskii Menezes, 1969
- Acestrorhynchus falcatus (Bloch, 1794)
- Acestrorhynchus falcirostris (G. Cuvier, 1819)
- Acestrorhynchus grandoculis Menezes & Géry, 1983
- Acestrorhynchus heterolepis (Cope, 1878)
- Acestrorhynchus isalineae Menezes & Géry, 1983
- Acestrorhynchus lacustris (Lütken, 1875)
- Acestrorhynchus maculipinna Menezes & Géry, 1983
- Acestrorhynchus microlepis (Jardine, 1841)
- Acestrorhynchus minimus Menezes, 1969
- Acestrorhynchus nasutus CH Eigenmann, 1912
- Acestrorhynchus pantaneiro Menezes, 1992